# Зека Пагодинью
Зека Пагодинью (порт.-браз. Zeca Pagodinho, 4 февраля 1959 г., имя при рождении Жесе Гомес да Силва Филью — порт.-браз. Jessé Gomes da Silva Filho) — бразильский певец, работающий в жанрах самба и пагоде

## Биография
Родившийся в окрестности Рио-де-Жанейро, районе Ирая, Зека Пагодиньо вырос в самой круговерти традиционной самбы, начал писать собственные стихи ещё будучи подростком в школе самбы.
В 70-х годах XX века начал посещать Карнавал Зека Блок Касике де Рамос, который проходил в Рио-де-Жанейро в каждую среду.
На одном из таких джемов самба-певица Бет Карвальо была впечатлена мастерством Зека и предложила ему в 1983 году записать песню Camarão Que Onda Dorme Лева. С этого момента Зека начал записывать свои альбомы. На сегодняшний день у него 15 дисков, из них три на DVD. Альбомы Зеки сейчас одни из самых продаваемых в стране.
Ныне проживает в районе Тижука с женой Моникой Силвой и детьми — Эдуардо, Элис, Луис и Мария Эдуарда.

## Дискография
- Especial MTV — Uma Prova de Amor Ao Vivo
- Uma prova de amor (2008)
- Raridades (2007)
- Acústico MTV — Zeca Pagodinho 2 — Gafieira (2006)
- À Vera (2005)
- Acústico MTV — Zeca Pagodinho (2003)
- Deixa a vida me levar (2002)
- O quintal do Pagodinho (2002)
- Água da minha sede (2000)
- Zeca Pagodinho ao vivo — DVD (2000)
- Zeca Pagodinho ao vivo (1999)
- Zeca Pagodinho (1998)
- Hoje é dia de festa (1997)
- Deixa clarear (1996)
- Samba pras moças (1995)
- Alô, mundo! (1993)
- Um dos poetas do samba (1992)
- Pixote (1991)
- Mania da gente (1990)
- Boêmio feliz (1989)
- Jeito moleque (1988)
- Patota de Cosme (1987)
- Zeca Pagodinho (1986)

## Достижения
- 2003 — Troféu Imprensa de melhor cantor (Best singer)
- 2004 — Troféu Imprensa de melhor cantor (Best singer)
- 2005 — Troféu Imprensa de melhor cantor (Best singer)
- 2009: VMB — Video Music Brasil 2009 (Best Samba)
- 2009 — Prêmio da Música Brasileira (Best singer; Best Disco; Best song)